# Ричи (Фрозиноне)
Ричи је насеље у Италији у округу Фрозиноне, региону Лацио.
Према процени из 2011. у насељу је живело 18 становника. Насеље се налази на надморској висини од 221 м.